# かいちん
かいちんとは石川県で製造される干菓子。

## 概要
石川屋本舗で作られる寒天と砂糖で作られる半透明をした琥珀糖である。「かいちん」とは金沢で「おはじき」を意味し、おはじきのような見た目をしている。